# بنجامن وارونیان
بنجامَن گابریل ژان وارونیان (فرانسوی: Benjamin Gabriel Jean Varonian‎ زادهٔ ۱۵ ژوئن ۱۹۸۰) یک ژیمناست ارمنی-فرانسوی است.